# Episodi di The Witcher (prima stagione)
La prima stagione della serie televisiva The Witcher, composta da otto episodi, è stata resa interamente disponibile sul servizio di streaming on demand Netflix il 20 dicembre 2019, in tutti i Paesi in cui è disponibile.
| nº | Titolo originale                  | Titolo italiano                 | Pubblicazione    |
| -- | --------------------------------- | ------------------------------- | ---------------- |
| 1  | The End's Beginning               | L'inizio della fine             | 20 dicembre 2019 |
| 2  | Four Marks                        | Quattro marchi                  | 20 dicembre 2019 |
| 3  | Betrayer Moon                     | Luna traditrice                 | 20 dicembre 2019 |
| 4  | Of Banquets, Bastards and Burials | Banchetti, bastardi e sepolture | 20 dicembre 2019 |
| 5  | Bottled Appetites                 | Desideri incontenibili          | 20 dicembre 2019 |
| 6  | Rare Species                      | Specie rara                     | 20 dicembre 2019 |
| 7  | Before a Fall                     | Prima di una sconfitta          | 20 dicembre 2019 |
| 8  | Much More                         | Molto di più                    | 20 dicembre 2019 |

## L'inizio della fine
- Titolo originale: The End's Beginning
- Diretto da: Alik Sakharov
- Scritto da: Lauren Schmidt Hissrich

### Trama
Il witcher Geralt di Rivia dà la caccia ad una Kikimora e la uccide. Una volta arrivato nella taverna della vicina città di Blaviken per chiedere da chi riscuotere la ricompensa per l’uccisione del mostro, viene malaccolto dagli abitanti, poiché egli non è un umano, bensì un mutante, come tutti i witcher. A placare gli animi è una fanciulla di nome Renfri, arrivata in città coi suoi uomini per il mercato del giorno dopo. Prima che Renfri possa parlare con Geralt, però, egli viene chiamato da una ragazzina, Marilka, la quale lo conduce dal mago della città per ottenere la ricompensa.
  Una volta raggiunta la torre del mago Stregobor, Geralt scopre che egli non era interessato alla Kikimora, infatti il mago cerca di assoldare Geralt per uccidere un altro mostro, che lo terrorizza al punto tale da costringerlo a rimanere al sicuro nella sua torre magica. Stregobor racconta a Geralt che Renfri è un mostro, poiché nata durante un'eclissi circondata da innumerevoli profezie e superstizioni. Il mago aveva ucciso tutte le donne nate durante quell'eclissi tranne Renfri, poiché ella era una principessa. Alla morte dei genitori, uno degli uomini di Stregobor aveva portato via da Blaviken la principessa, ma ella lo uccise e negli anni a seguire diventò un'assassina mercenaria, che ora è tornata coi suoi uomini per vendicarsi di lui. Geralt non è convinto delle catastrofiche profezie e le superstizioni riguardo l'eclissi e, anche se Renfri avesse subito delle mutazioni in seguito alla maledizione, preferisce non accettare il contratto di Stregobor, per cui lascia la torre magica.
Successivamente, Geralt si accampa fuori città, dove incontra Renfri, venuta a sapere che il mago lo aveva fatto entrare nella sua torre, ma il witcher la rassicura dicendole che non ha accettato di ucciderla, nonostante ciò che Stregobor gli ha raccontato. Renfri gli spiega allora che l'uomo di Stregobor che l'aveva portata via da Blaviken l'aveva anche stuprata e così, quando dei mercenari la trovarono e la salvarono, lei diventò una di loro. La ragazza chiede poi a Geralt di aiutarla nella sua missione di vendetta contro Stregobor, ma Geralt rifiuta, dicendole di lasciar perdere e di andarsene da Blaviken.
La sera stessa, Renfri torna dal witcher, dicendogli che l'ha convinta a ricominciare a vivere dimenticandosi di Stregobor. Entrambi sono sempre stati in una condizione discriminatoria per colpa delle scelte fatte dagli altri: lui mutato dalla magia per cacciare i mostri e per questo odiato, lei convinta da tutti di essere maledetta per via delle mutazioni e della magia che possiede a causa dell'eclissi. I due, sentendosi connessi, soli ed odiati, passano la notte insieme.
  Successivamente, Renfri usa la sua magia profetizzando a Geralt che, se tenterà di fermarla nel suo intento, non finirà bene per lui; questi, al suo risveglio, torna in città per tentare di convincerla a cambiare idea.
Una volta a Blaviken, il witcher uccide tutti gli uomini di Renfri prima che questi commettano una strage al mercato, in modo tale da convincere Stregobor ad uscire dalla torre magica per aiutare il popolo. Successivamente, Geralt si scontra con la ragazza ed è costretto a ucciderla; in punto di morte, Renfri fa un'altra profezia a Geralt, rivelandogli che "La ragazza nel bosco sarà sempre con lui, perché lei è il suo destino".
  Dopo il massacro, Stregobor esce finalmente dalla sua torre per prendere il cadavere della ragazza, così da poterlo esaminare e dissezionare. Geralt tenta di fermare il mago che però, all'arrivo dei cittadini, incolpa Geralt per aver compiuto un massacro immotivatamente. La gente, non sapendo la verità su quanto accaduto, caccia Geralt a sassate, costringendolo ad abbandonare Blaviken.
Anni dopo, nel regno di Cintra, la regina Calanthe e suo marito Eist di Skellige si preparano all'arrivo dell'impero del sud: Nilfgaard. L'impero vuole attaccare Cintra per prendere la nipote della sovrana, la principessa Cirilla.
  Sfortunatamente, una tempesta fa affondare la flotta di re Eist e, in assenza dell’arrivo degli alleati da Skellige sul campo, Nilfgaard vince la battaglia. Re Eist viene ucciso da un ufficiale di Nilfgaard e la regina Calanthe viene gravemente ferita.
  Tornata a Cintra coi pochi uomini rimasti, la regina chiama sua nipote Cirilla dicendole che deve andarsene e che deve trovare il witcher Geralt di Rivia, poiché lui è il suo destino e il mondo dipende da questo. Ciri grida per la disperazione prima di andarsene e la sua voce è talmente potente da far vibrare i vetri presenti nella stanza. Stupita, la regina Calanthe si consulta col mago di corte, Sacco di Topo, al quale chiede di accompagnare la principessa per farla fuggire dalla città.
  Mentre l'esercito di Nilfgaard mette a ferro e fuoco la città, Calanthe si uccide gettandosi dalla finestra della sua stanza.
Dopo che Ciri esce di nascosto dal castello, lo stesso ufficiale di Nilfgaard che precedentemente aveva ucciso re Eist la cattura e la porta via a cavallo. Cirilla grida di nuovo e la potenza della sua voce le permette di stordire l'ufficiale e allontanarsi abbastanza da poter fuggire nel bosco.

## Quattro marchi
- Titolo originale: Four Marks
- Diretto da: Alik Sakharov
- Scritto da: Jenny Klein

### Trama
Una ragazza deforme e gobba di nome Yennefer viene derisa e tormentata da alcuni suoi compaesani a Vengerberg e così, in preda al panico, si teletrasporta magicamente nelle segrete del castello di Aretuza, dove incontra un giovane apprendista mago di nome Istredd. Istredd le spiega che ha manifestato la magia autonomamente teletrasportandosi lì e che, per questo motivo, la rettrice del posto, prima o poi, verrà a cercarla; il ragazzo mangia un fiore magico e teletrasporta Yennefer nuovamente a Vengerberg, attraverso il suo portale.
Il giorno dopo, Yennefer viene raggiunta dalla rettrice di Aretuza, la maga Tissaia de Vries, che convince il patrigno della ragazza a separarsene, nonostante la moglie sia contraria. Quando la rettrice gli propone di pagarla quattro marchi, l'uomo accetta e vende alla maga la figliastra che, arrivata ad Aretuza, tenta di tagliarsi le vene con uno specchio rotto. La rettrice Tissaia salva Yennefer dal tentativo di suicidio, la quale viene successivamente addestrata ad usare la magia assieme ad altre ragazze; la ragazza ritrova anche Istredd nei sotterranei dell’Accademia e lui la aiuta ad esercitarsi con la sua magia.
Ad Aretuza, col passare del tempo, Yennefer si sente sempre più inadeguata, debole e non amata; in preda alle emozioni e adirata per i suoi continui fallimenti, quasi uccide la rettrice Tissaia con un incantesimo. La maga rimprovera Yennefer per aver perso il controllo: infatti, le maghe e i maghi di Aretuza mantengono il loro prestigio poiché essi consigliano i re e i lord del continente e, se lei soccombesse alle emozioni come appena fatto e si adirasse con un re, ne verrebbero tutti coinvolti.
Yennefer torna da Istredd, confessandogli tutti i suoi dubbi e le sue paure; lui di nuovo la aiuta con la magia, stavolta facendole mangiare il suo fiore magico che ne alimenta i poteri, che lei subito manifesta incredibilmente. Successivamente, Yennefer confessa ad Istredd che il motivo per cui ha tanta magia in sé è perché suo padre era mezzo elfo e per questo è nata deforme. I due si baciano, ma si scopre poi che quello era un test di Tissaia per far sì che Yennefer controllasse le sue emozioni e rubasse il fiore magico ad Istredd, che a sua volta era sotto test da parte del suo maestro, Stregobor, al quale rivela che Yennefer è per un quarto elfo.
Una notte, Yennefer assiste di nascosto mentre Tissaia trasforma in anguille le apprendiste maghe che non hanno superato gli studi; la rettrice chiede poi a Yennefer di gettarle nella fonte magica che alimenta l'energia di Aretuza.
Anni dopo, Geralt di Rivia viene assoldato a Posada per uccidere un mostro che attacca i rifornimenti al villaggio. Un bardo, Ranuncolo, lo segue per trovare l'ispirazione per comporre nuove canzoni, nonostante il witcher lo sopporti a stento.
Il mostro di Posada è in realtà un silvano, che rubava per i rifugiati elfi nascosti tra le montagne. Geralt e Ranuncolo vengono fatti prigionieri, poiché potrebbero rivelare la posizione degli elfi agli umani. Gli elfi, infatti, erano stati decimati anni or sono da re e regine umani, chiamando tale pulizia etnica "la grande epurazione".
  Il silvano, però, intercede in favore di Geralt, convincendo il loro capo, l'elfo Filavandrel, a risparmiarlo; il witcher, infatti, avrebbe potuto ucciderlo ma lo ha risparmiato, inoltre anche lui è ugualmente perseguitato come gli elfi, non essendo un umano. 
  Geralt e Ranuncolo tornano quindi a Posada e il bardo canta una canzone sulla loro impresa, modificando la verità nella storia, così da convincere la gente che il mostro è stato effettivamente sconfitto.
Anni dopo, in seguito alla distruzione di Cintra da parte dell'impero di Nilfgaard, la principessa Cirilla fugge e incontra un giovane nel bosco che le dà da mangiare. 
  Successivamente, la principessa si unisce ad un campo di profughi di Cintra, dove viene accolta da una famiglia di nobili con uno schiavo nano. Cirilla scopre da quei nobili che sua nonna Calanthe è ritenuta colpevole delle ostilità fra Nilfgaard e Cintra.
Durante la notte, Nilfgaard attacca il campo profughi e, nell'attacco, lo schiavo nano uccide la sua padrona, non sopportando più le sue angherie. 
  Cirilla viene salvata dal giovane incontrato tempo prima nel bosco, che la porta via prima che l'ufficiale imperiale che l'aveva quasi catturata a Cintra la veda. I due fuggono nella foresta e qui si presentano: il giovane è Dara, un elfo.

## Luna traditrice
- Titolo originale: Betrayer Moon
- Diretto da: Alex Garcia Lopez
- Scritto da: Beau DeMayo

### Trama
Ad Aretuza, le giovani apprendiste stanno per "ascendere", ossia diventare immortali e, a tutti gli effetti, delle maghe, così da poter servire i vari re e nobili del continente. Yennefer dovrebbe essere mandata nel regno di Aedirn, ma Stregobor, scoperto che la giovane è in parte elfa, convince gli altri maghi a mandarla a Nilfgaard, al tempo un regno povero e disorganizzato. Tissaia de Vries, perciò, assegna ad Aedirn un'altra sua allieva, Fringilla Vigo. Yennefer capisce che è stato Istredd a dire al suo maestro che suo padre era mezzo elfo e quindi lo lascia. 
  Infuriata, Yennefer si sottopone all'intervento per ascendere, modificando il suo aspetto per ottenere l'immortalità e il potere, al costo della sua fertilità. 
  Quella sera, Yennefer si introduce alla festa durante la quale le giovani maghe vengono presentate ai sovrani dei vari regni; la ragazza incontra il re di Aedirn e lo convince ad essere la sua maga personale al posto di Fringilla. Yennefer ha così ottenuto finalmente il potere che le è sempre mancato ed una bellezza eterna.
Anni dopo, nel regno di Temeria, Geralt di Rivia viene a sapere che un altro witcher era nei paraggi per cacciare un mostro, ma è stato ucciso. Il witcher accetta lo stesso contratto del suo predecessore, ma viene fermato dagli uomini di re Foltest, guidati da lord Ostrit, e mandato via. 
  La maga di corte, Triss Merigold, assolda segretamente Geralt per scoprirne di più sul mostro che ogni notte uccide indisturbato, e il witcher scopre che si tratta di una strige, una creatura maledetta. Per capire perché re Foltest non volesse che il witcher fermasse il mostro, Triss li fa incontrare e Geralt scopre la natura della strige: essa è una principessa nata dalla defunta sorella del re, Adda, con la quale il sovrano intratteneva clandestinamente una relazione incestuosa. 
  Dopo aver indagato, Geralt e Triss scoprono che lord Ostrit ha maledetto la figlia di Foltest e di Adda, poiché lui era innamorato di quest'ultima e non sopportava l'idea che la donna amasse il proprio fratello. 
  Quella notte, Foltest tenta di fermare Geralt, ma quando scopre che il witcher è in realtà intenzionato a spezzare la maledizione piuttosto che uccidere la principessa, il re lo lascia andare. Quindi Geralt cattura Ostrit e lo interroga scoprendo come spezzare la maledizione, dopodiché usa il lord come esca per attirare la creatura, che lo uccide. Dopo un violento scontro, Geralt riesce a spezzare la maledizione, impedendo alla creatura di tornare nel suo sepolcro all'alba. Al sorgere del sole, la strige torna umana e Geralt viene curato dalla maga Triss Merigold. 
  Avendo ottenuto in qualche modo una specie di redenzione per essere riuscito a salvare la principessa maledetta, cosa che non era riuscito a fare con Renfri, il witcher se ne va per la sua strada.
Anni dopo, la principessa Cirilla è ancora in fuga con Dara, quando sente delle voci chiamarla dalla foresta. Ciri non riesce a fermarsi né a sentire il suo amico elfo chiamarla, che nel frattempo viene colpito da una freccia scagliata da ignoti, e così segue le voci addentrandosi fra gli alberi.

## Banchetti, bastardi e sepolture
- Titolo originale: Of Banquets, Bastards and Burials
- Diretto da: Alex Garcia Lopez
- Scritto da: Declan de Barra

### Trama
Yennefer di Vengerberg è ormai maga nel regno di Aedirn da più di 30 anni ma, nonostante abbia ottenuto il successo, la bellezza eterna e il potere, sente che le manca qualcosa e l'idea di passare il resto dei suoi giorni a risolvere intrighi e scaramucce a corte non la soddisfa più. 
  Mentre la maga è in viaggio con la regina del regno e la figlia neonata, la carrozza viene attaccata da un mago mercenario ed il suo mostro. Yennefer capisce che il mago è sulle tracce della regina e che il re la vuole morta, poiché la sovrana non è mai riuscita a dargli eredi maschi. Dopo una fuga rocambolesca, continuando a teletrasportarsi per fuggire dall'assassino, la maga capisce che non vale la pena di morire per difendere una regina viziata che nemmeno la apprezza, così si teletrasporta via.
  Rimasta sola, la regina cerca codardamente di convincere il mago a risparmiarla, invitandolo ad uccidere la bambina al posto suo; il mago, però, la uccide comunque, ma Yennefer torna prima che il suo mostro uccida la neonata. La maga fugge con un altro portale, ma la bambina è rimasta ferita nello scontro e poco dopo muore. Yennefer seppellisce la neonata, amareggiandosi di come il mondo abbia relegato le donne a dover essere nient'altro che strumenti per gli uomini dai quali attingere per creare eredi.
Anni prima, Geralt di Rivia è diventato famoso grazie alle ballate del bardo Ranuncolo, che un giorno gli chiede di scortarlo alla corte di Cintra per il matrimonio della principessa Pavetta, figlia di Calanthe, al quale è stato invitato per cantare. Geralt, a malincuore, accetta, conscio che il bardo, più che altro, ha bisogno di lui affinché lo protegga da mariti e parenti di tutte le sue ex amanti, che ha avuto tra la nobiltà di Cintra.
Il druido di corte, Sacco di Topo, riconosce subito il witcher, che con la sua informalità impressiona la regina Calanthe, di ritorno da uno scontro avuto con degli elfi. La donna lo invita a sedersi accanto a lei, dicendogli che potrebbe servirgli il suo aiuto per eliminare degli invitati, poiché le tensioni crescenti scaturirebbero in uno scontro quasi certamente. 
 Calanthe è affascinata dal witcher e, mentre i pretendenti per la mano della principessa Pavetta si susseguono, i due parlano a lungo, finché un cavaliere dal volto coperto entra nella sala del trono pretendendo la mano della sua amata, Pavetta. Uno degli invitati, Eist di Skellige, lo smaschera, scoprendo che il cavaliere ha l'aspetto di un istrice. Calanthe ordina quindi a Geralt di ucciderlo, ma il witcher, capendo che il cavaliere non è un mostro bensì un uomo sotto una maledizione, si rifiuta e lo salva, aiutandolo a difendersi dalle guardie. Terminato lo scontro, il cavaliere istrice, Duny, spiega che aveva salvato la vita al vecchio re, padre di Pavetta e defunto marito di Calanthe, e che per sdebitarsi scelse la "Legge della sorpresa", un'antica usanza secondo la quale una persona, senza sapere cosa chiedere per saldare un debito di vita, poteva chiedere al debitore una cosa che possedeva, ma che non sapeva ancora di avere. Il vecchio re non sapeva che a casa avrebbe trovato la figlia appena nata e quindi il destino aveva unito Duny e Pavetta, che in futuro si sono innamorati. Indispettita, Calanthe tenta di uccidere Duny a tradimento, ma Pavetta usa i suoi poteri magici per allontanare tutti i presenti; prima che tali poteri devastino l'intera corte, Sacco di Topo e Geralt fermano la principessa. Calanthe capisce che la figlia ha ereditato i poteri di sua nonna e accetta il suo destino benedicendo la sua unione con Duny; così facendo, spezza la maledizione e Duny torna umano. In contemporanea, Calanthe si unisce a lord Eist, accettando la sua proposta di matrimonio. 
  Successivamente, Duny chiede a Geralt cosa voglia in cambio per avergli salvato la vita, tuttavia il witcher non vuole nulla. Quando Duny insiste, Geralt onora la legge della sorpresa, non credendo in certe sciocchezze, ma nel momento in cui pronuncia tali parole, Pavetta si sente male, scoprendo di essere incinta. Geralt, così, ha reclamato involontariamente ciò che Duny possedeva ma non sapeva ancora di avere: la sua futura figlia Cirilla.
Anni dopo, Fringilla è alleata con l'esercito di Nilfgaard; dopo la battaglia di Cintra, usando l'aruspicina, la strega scopre che la principessa Cirilla è nella foresta di Brokilon. 
  Intanto, Sacco di Topo, in catene, vede il cadavere di Calanthe e ne prende la sciarpa.
Nel frattempo, Cirilla e Dara si ritrovano nella foresta di Brokilon, dove la principessa si sveglia dal suo stato di trance e viene trovata dalle driadi. Le donne guerriere spiegano che la foresta è magica e che Cirilla deve avere un qualche tipo di potere magico in sé per aver sentito la sua energia. Le driadi hanno una regola, però: chi entra nella foresta non ne può più uscire e deve berne le acque, in grado di uccidere chiunque voglia fare del male a Brokilon e alle driadi. Le acque sono anche in grado di far dimenticare la vita passata, tutti i dolori e i brutti ricordi. 
  Ciri rivela la sua identità all'amico elfo e gli dice che non può restare perché sua nonna, prima di farla fuggire, le disse di trovare Geralt di Rivia, poiché egli è il suo destino; Dara, però, le spiega che sua nonna Calanthe aveva preso parte alla "grande epurazione" in cui gli umani uccisero gli elfi, compresa la sua famiglia. 
  Dara beve le acque di Brokilon e sopravvive, allora Ciri pensa di fare lo stesso, così da dimenticare la perdita della sua casa, dei suoi amici e della sua famiglia, ma esse non hanno effetto su di lei. Le driadi decidono allora di farla bere direttamente dalla fonte magica della foresta, ma nemmeno essa riesce a sortire alcun effetto sulla ragazza.

## Desideri incontenibili
- Titolo originale: Bottled Appetites
- Diretto da: Charlotte Brändström
- Scritto da: Sneha Koorse

### Trama
Yennefer di Vengerberg decide di allontanarsi dalla corte di Aedirn e di essere indipendente, nonostante Tissaia tenti di dissuaderla poiché, se facesse qualcosa di male, tutti i maghi ne verrebbero coinvolti.
Yennefer sta cercando una cura per la sua sterilità, dovuta all'ascensione; intanto, nel suo viaggio, tenta di aiutare gli abitanti della cittadina di Rinde, dando loro pozioni d'amore e facendo incantesimi, ma tale condotta non è molto apprezzata dal retrogrado consiglio cittadino, che tenta di arrestare la maga.
Nel mentre, Geralt di Rivia è alla ricerca di un'anfora contenente un Jinn, per potergli chiedere di esaudire il suo desiderio di ottenere un po' di pace mentale, poiché ultimamente soffre di insonnia. 
  Successivamente, Ranuncolo e il witcher hanno una discussione, nella quale Geralt trova l'anfora, che viene rotta nella colluttazione col bardo. Ranuncolo esprime subito due desideri, ma Geralt lo ferma, intimandogli di non intromettersi; il Jinn però ferisce Ranuncolo alla gola e poi scompare. Geralt, allora, porta il bardo da un medico elfo; questi, poiché non è in grado di curare ferite magiche, li conduce dalla maga di Rinde, di cui è innamorato. Qui, Geralt incontra Yennefer, la quale ha incantato l'intero consiglio cittadino con incantesimi d'amore. Capendo che Geralt è un mutante, e quindi immune alla magia, la maga si fa spiegare la situazione e decide di aiutarlo, passando del tempo con lui; i due scoprono così di piacersi e, alla fine, Yennefer cura il bardo. 
  Successivamente, però, Geralt scopre che Yennefer vuole usare la magia sul Jinn per assorbirne i poteri, ma quando il witcher cerca di fermarla, lei lo strega e lo addormenta. Il witcher si risveglia in prigione, con il medico elfo, che gli spiega il motivo per cui sono rinchiusi: in preda alla magia di Yennefer, Geralt si era vendicato per lei sul consiglio cittadino e, quando il medico aveva cercato di fermarlo, è finito imprigionato a sua volta dalle guardie. 
  Geralt viene picchiato in cella e, quando la guardia gli chiede l'ultimo desiderio prima di morire, Geralt dice che vorrebbe solo che lui esplodesse. Quando la guardia muore, il witcher capisce che i desideri del Jinn sono suoi e non di Ranuncolo, per cui evade assieme al medico elfo e va a prendere il bardo, che gli racconta del piano di Yennefer per intrappolare il Jinn dentro di lei, così da poterle dare tutti i suoi poteri. 
  Geralt si avvicina allo scontro tra la maga e il Jinn e, visto che la creatura non può ferire chi è legato a lui, sa di poterlo fermare prima che egli uccida Yennefer. La maga, però, capisce che l'unico modo per vincerlo è esprimere il suo ultimo desiderio: Geralt lo esprime e il Jinn si libera dal suo padrone, fuggendo via. Dopo aver salvato Yennefer, lei e Geralt si baciano e fanno l'amore, dopodiché Geralt, finalmente, trova un po' di pace mentale e si addormenta.
Anni dopo, Cahir, l'ufficiale di Nilfgaard, assolda un mutaforma speciale, un Doppler, per catturare Cirilla, e gli consegna Sacco di Topo, che era rimasto rinchiuso in una cella di Dimeritium, un minerale nocivo per i maghi, per volere di Fringilla. 
  Il mutaforma uccide Sacco di Topo e ne prende non solo le sembianze, ma anche i ricordi, scoprendo che aveva tentato di impiccarsi con la sciarpa presa dal corpo della regina Calanthe. Successivamente, il mutaforma trasformato in Sacco di Topo si dirige a Brokilon per convincere la principessa Cirilla ad abbandonare la foresta. 
  Intanto, le driadi capiscono che Ciri non è una persona comune, visto che la sua magia è più potente di quella delle acque di Brokilon, e decidono di prendersi cura di lei e di fidarsi della ragazzina. Proprio in quel momento, il mutaforma che si spaccia per Sacco di Topo si fa catturare dalle driadi, ma Ciri le convince a non fargli bere le acque, poiché deve andare con lui e trovare Geralt di Rivia, per volere di sua nonna, così da compiere il suo destino. Ciri convince Dara ad accompagnarla e lascia Brokilon assieme a lui e al mutaforma.

## Specie rara
- Titolo originale: Rare Species
- Diretto da: Charlotte Brändström
- Scritto da: Haily Hall

### Trama
Mentre Geralt di Rivia uccide un basilisco, Ranuncolo viene aiutato da dei misteriosi viandanti a fermare gli uomini che volevano rubare Rutilia, il cavallo del witcher. Il viandante capo, che dice di chiamarsi Borch Tre Taccole, accompagnato dalle sue due guardie del corpo, Tea e Vea, afferma che stava proprio cercando il witcher. 
  Successivamente, il gruppo si ferma in una locanda, dove Borch spiega che il re ha dato il via ad una caccia al drago verde che vive nel regno in cui vuole espandersi dopo le nozze di sua figlia. La caccia è composta da quattro squadre: i mercenari irriducibili, i nani guidati da Yarpen Zigrin, il loro gruppo e infine quello di Sir Eick e la sua nuova aiutante, Yennefer di Vengerberg. Alla vista della maga, Geralt accetta di partecipare alla caccia al drago.
Il gruppo prosegue verso il territorio del drago verde e, durante il viaggio, il witcher e Borch legano, discutendo dei draghi, del destino e dell'attuale situazione politica a Nilfgaard che, dopo anni di tumulti, è stata unificata da un nuovo sovrano, eletto imperatore. Borch accenna a come Nilfgaard sarebbe stata ancora in pace se guidata da qualcun altro anziché Fringilla, alludendo al fatto che Yennefer sarebbe dovuta andare al suo posto. 
  Successivamente, Sir Eick viene assassinato durante la notte e Geralt scopre che Yennefer, in realtà, è interessata al drago perché ha sentito di una cura per l'infertilità che potrebbe essere ricavata dal cuore della creatura. Durante la conversazione, Geralt si lascia sfuggire di avere un figlio ottenuto con la legge della sorpresa qualche anno prima, ma non lo ha mai reclamato poiché, come per la maga, la sua vita non è adatta ad un bambino.
Yarpen e il gruppo di nani suggerisce di allontanarsi dagli irriducibili, poiché è ovvio che siano stati loro ad uccidere Sir Eick, così li guida ad una scorciatoia, dove però Borch e le sue due compagne cadono in un burrone. 
  Ranuncolo, intanto, confessa a Geralt che lo ha sempre seguito per riuscire a dare un senso alla sua vita, tramite le sue avventure a caccia di mostri, poiché ritiene che la vita sia breve e vada vissuta al massimo. 
  Quella notte, Geralt si riunisce con Yennefer, dopo che si erano lasciati a Rinde, pensando che sarebbe stata l'avventura di una notte; Geralt confessa a Yennefer che lei è importante per lui e la maga, finalmente, capisce di poter essere amata per la prima volta nella sua vita.
Il mattino seguente, Yennefer trova il drago verde morto nel suo nido, ma Tea e Vea ricompaiono improvvisamente, dicendole che il drago femmina aveva attaccato gli uomini del re per difendere il suo uovo. Condividendo il legame materno con la bestia, Yennefer decide di rinunciare ai suoi propositi e, quando Geralt la raggiunge, scopre che Borch è in realtà un drago d'oro, che si era unito alla caccia per trovare il drago femmina e aiutarla a proteggere il suo uovo. 
  Successivamente, sul posto giungono gli irriducibili, che tentano di ammazzare Geralt, Yen, Tea e Vea, i quali, con l'aiuto del drago Borch, li eliminano tutti. Nel mentre, Ranuncolo, svegliatosi tardi, raggiunge il witcher e la maga. 
  Quando Yarpen arriva coi suoi nani, Borch torna in forma umana e dice loro che il drago è morto, ma gli dona dei denti di drago come compenso per andarsene. 
  Terminato lo scontro, Borch rivela a Geralt che non può sfuggire al suo destino e che deve riunirsi a Cirilla, mentre rivela a Yennefer che non riuscirà mai a riavere il suo grembo fertile. Yennefer capisce quindi che il suo legame con Geralt dipende dalla magia e, pertanto, Geralt confessa di essersi legato a lei col suo ultimo desiderio per evitare che il Jinn la uccidesse. Furiosa per l'idea che il suo amore corrisposto con Geralt fosse solo una bugia, la maga se ne va. 
  Poco dopo, Ranuncolo si ricongiunge con l'amico, che però lo caccia via infuriato, incolpandolo di tutte le sue sventure.
Anni dopo, il mutaforma conduce Cirilla e Dara fuori dalla foresta, convincendo la principessa che Calanthe sia ancora viva facendole vedere la sua sciarpa. I due giovani, però, sospettano che ci sia qualcosa che non vada nel mago, e Ciri riesce a scoprirlo facendogli delle domande molto specifiche, alle quali il mutaforma, nonostante abbia i ricordi di Sacco di Topo, non sa bene come rispondere. Alla fine, il mutaforma confessa e Dara lo ferisce per fermarlo; a quel punto, Ciri gli ordina di ucciderlo, ma l'elfo si rifiuta. Il mutaforma, allora, stordisce Dara e insegue Cirilla, che viene trovata da dei soldati nilfgaardiani nel bosco e portata dall'ufficiale, che finalmente si presenta alla principessa. Cahir le dice che ora lei potrà unirsi a Nilfgaard e compiere il suo destino, ma Cirilla è in realtà il mutaforma che si era fatto catturare, il quale si lamenta del fatto che lui e Fringilla non gli avevano detto chi o cosa Ciri fosse in realtà, facendolo quasi ammazzare. L’attimo dopo, il mutaforma inizia una colluttazione con Cahir, nella quale viene ferito, riuscendo però a fuggire. 
  Dara, intanto, ritrova Cirilla, precedentemente catturata e legata dal Doppler con la sciarpa di Calanthe, e la libera. I due hanno un litigio, poiché la principessa gli aveva detto di uccidere una persona, anche se pericolosa, e la accusa di non essere diversa da sua nonna, così la abbandona nel bosco.
Fringilla torna da Cahir e lo cura dopo lo scontro con il mutaforma, poi i due discutono su come Cahir abbia aiutato la Fiamma Bianca a dominare tutta Nilfgaard e di come voglia Cirilla a tutti i costi, poiché il mondo dipende da questo e loro non possono deluderlo; successivamente, Cahir accenna ad una profezia sul "tempo della spada e dell'ascia".

## Prima di una sconfitta
- Titolo originale: Before a Fall
- Diretto da: Alik Sakharov e Marc Jobst
- Scritto da: Mike Ostrowski

### Trama
Geralt di Rivia vede l'enorme esercito di Nilfgaard avvicinarsi a Cintra e, poco dopo, incontra Sacco di Topo, per saperne di più sul bambino legato a lui con la legge della sorpresa, dodici anni prima: il mago gli dice che Duny e Pavetta sono morti in mare e che la loro figlia, Cirilla, è stata cresciuta dalla nonna Calanthe e il marito Eist.
Geralt e Sacco di Topo tornano a Cintra, che si sta preparando alla guerra; il witcher tenta di convincere Calanthe ad affidargli Cirilla mentre combatteranno l'impero del sud, ma la regina si rifiuta, poiché Ciri è tutto quello che le rimane di sua figlia e lei ha passato gli ultimi dodici anni a fare di tutto per proteggerla. 
  Successivamente, Sacco di Topo e Calanthe cercano di ingannare Geralt dandogli un'altra bambina, ma il witcher riconosce l'inganno e decide di cercarla per conto suo. Eist e Calanthe, allora, lo rinchiudono prima che trovi la principessa, poi partono per fermare Nilfgaard, convinti che le navi da Skellige arriveranno in loro aiuto e che quindi loro abbiano la vittoria in pugno. Purtroppo, però, con le navi di Skellige affondate a causa di una tempesta, Cintra perde la battaglia, Eist muore e la città viene catturata. 
  Nel mentre, Geralt riesce a liberarsi dalle segrete e ad interrogare dei soldati di Nilfgaard su dove sia la principessa, ma ottiene solo profezie sulla Fiamma Bianca, sul tempo della spada e dell'ascia ed altre cose incomprensibili.
Nel frattempo, Yennefer ritrova Istredd e vuole capire se tra loro ci sia ancora qualcosa, essendo stato il suo primo amore, ma i due capiscono che non sono fatti l'uno per l'altra. 
  Successivamente, Yennefer viene contattata da un guerriero mago, Vilgefortz, che la convince a seguirlo ad Aretuza, dove i maghi si sono uniti in consiglio per discutere su come Nilfgaard voglia invadere il nord partendo da Cintra. 
  Yennefer ha una discussione con Tissaia de Vries sull'ipocrisia del sistema su cui si basa Aretuza e il mondo dei maghi, e ribadisce come preferisca restare lontana da loro e avere la sua indipendenza.
Nonostante tutto, Yennefer partecipa comunque al consiglio, durante il quale i maghi e le maghe del nord si chiedono se sia il caso di aiutare Cintra, poiché Calanthe non ha mai voluto avere a che fare con loro, tenendo un druido arrivato da Skellige (Sacco di Topo) come mago di corte. Nel mentre, Fringilla arriva al consiglio per convincerli a non fermarli, perché i loro piani e i propositi della Fiamma Bianca sono devoti solo alla salvezza del mondo. Nonostante sia Yennefer sia Triss incolpino Nilfgaard di usare magie oscure e di schiavizzare i maghi con incantesimi, Stregobor interviene dicendo che non vale la pena combattere per Cintra, così i maghi e le maghe abbandonano la causa e Fringilla torna dall'esercito nilfgaardiano.
Tissaia e Vilgefortz dicono a Yennefer che Nilfgaard non si fermerà a Cintra e che vuole conquistare tutto il nord così, assieme ad alcuni altri maghi e maghe, decidono di scendere in battaglia.
Giorni dopo, Cirilla cerca un modo per raggiungere le isole di Skellige, dove risiedono i parenti del suo nonno adottivo, Eist, ma capendo di non potersi fidare di nessuno incomincia a rubacchiare, finché una signora non la nota e le offre aiuto. Ciri, però, le ruba il cavallo e fugge; durante la notte, dei profughi di Cintra la trovano e lei li lascia avvicinare, ma essi hanno intenzione di venderla a Nilfgaard per la taglia e, quando uno di loro tenta di stuprarla, la ragazzina usa la sua magia per allontanarli. Mentre sprigiona i suoi poteri, Ciri, con una voce cupa e innaturale, afferma che il tempo della spada e dell'ascia è vicino, che la profezia si sta avverando e che il mondo finirà nel Bianco Gelo.

## Molto di più
- Titolo originale: Much More
- Diretto da: Marc Jobst
- Scritto da: Lauren Schmidt Hissrich

### Trama
Poco dopo la caduta di Cintra, Geralt di Rivia trova le stanze di Cirilla vuote e, convinto che la principessa sia morta, abbandona il castello. 
  Geralt raggiunge il campo profughi, dove Cirilla era rimasta assieme ai nobili cintriani fuggitivi qualche settimana prima, e qui trova un uomo intento a seppellire cadaveri. Improvvisamente, dei ghoul attaccano l'accampamento e Geralt li respinge, venendo però ferito dai mostri; fortunatamente, l'uomo di prima lo carica sul suo carro e lo porta in un luogo sicuro, dove potrà aiutarlo. 
  Durante il viaggio, Geralt ha una visione di sua madre Visenna, una maga che lo aveva abbandonato da piccolo ai witcher; poi sogna la profezia di Renfri e ricorda di come Borch lo avesse spinto a smettere di scappare dal suo destino.
Intanto, Vilgefortz e Tissaia guidano un gruppo di maghi al confine tra nord e sud, dove l'esercito di Nilfgaard potrebbe passare per invadere il regno adiacente a Cintra. Il gruppo fortifica la rocca in rovina di Sodden, situata sul passaggio vicino ad un ponte, per impedire a Nilfgaard di attraversarlo. Re Foltest arriverà di lì a poco con i rinforzi e la sua maga, Triss Merigold, racconta a Yennefer dell'incontro che ha avuto anni prima con Geralt. 
 Successivamente, Yennefer confessa a Tissaia di aver rinunciato ad avere un figlio e che, anche se ha avuto bellezza e potere, convinta fossero le uniche cose che contavano nella sua infanzia, non si è mai sentita realizzata e perciò ora non ha più nulla da perdere né per cui vivere, ma li aiuterà lo stesso a combattere.
Fringilla e Cahir guidano l'esercito di Nilfgaard alla rocca di Sodden, dove infuria la battaglia. 
  Dopo un duro scontro con Cahir, Vilgefortz inscena la sua morte dopo aver intuito, nelle parole dell'ufficiale di Nilfgaard, lo scopo per cui sono venuti.
Fringilla usa del Dimeritium per ferire Tissaia e, con l'aiuto dei maghi da loro schiavizzati, Nilfgaard ottiene la vittoria, uccidendo quasi tutto il gruppo che difendeva Sodden. Anche Triss e Yennefer restano ferite ma, prima che i soldati arrivino a prenderle, Tissaia incoraggia Yennefer ad usare tutto il suo odio e il suo rancore per perdere finalmente il controllo e usare la sua vera magia. Yennefer, a quel punto, utilizza il potere proibito del fuoco e reindirizza l'incendio scoppiato nella rocca contro l'esercito dell'impero nilfgaardiano, incenerendone gran parte e costringendoli a ritirarsi, per poi sparire misteriosamente.
Cirilla viene trovata dalla donna a cui aveva rubato il cavallo, la stessa che voleva aiutarla: attorno a loro ci sono solo morte e distruzione e la principessa, anche se non sa bene come abbia fatto, capisce di esserne la responsabile. 
  Ciri viene ospitata dalla donna a casa sua, e questa le confessa che ha sempre voluto una figlia; intanto, dall'altra parte delle colline, infuria la battaglia di Sodden.
Quella notte, Cirilla sogna la battaglia poco distante da dove si trova lei e, sempre nel sogno, vede il witcher Geralt cercare Yennefer. 
 Successivamente, la ragazza capisce che Nilfgaard la cercherà ovunque pur di catturarla e, per non mettere in pericolo la donna che l'ha accolta e suo figlio, decide di fuggire nel bosco. In quello stesso istante giungono sul posto Geralt e l'uomo che lo aveva soccorso. L'uomo è infatti il marito della donna che ha aiutato Ciri, la quale gli dice che ha trovato una ragazza sola nel bosco. Geralt ricollega quelle parole alla profezia di Renfri e decide di andarla a cercare. I due, finalmente, si vedono e vengono ricongiunti dal destino. A quel punto Cirilla, che lo aveva già visto in sogno la notte prima, gli chiede chi sia Yennefer, la donna che lui chiamava.